# Дерек Джон де Солла Прайс
Дерек Джон де Соллі Прайс (англ. Derek John de Solla Price; 22 січня 1922 — 3 вересня 1983) — британсько-американський історик науки.

## Життєпис
Народився в Англії, вивчав фізику і математику в Лондонському університеті (закінчив у 1942 р.), там же у 1946 р. захистив дисертацію з експериментальної фізики. Упродовж трьох років викладав в Сінгапурі, а потім повернувся в Англію і захистив у Кембриджському університеті другу дисертацію, з історії науки. Надалі Прайс працював в США як консультант Смітсонівського інституту і співробітник Інституту перспективних досліджень, а потім багато років, аж до своєї смерті, був професором історії науки в Єльському університеті.
Серед найбільш значних робіт Прайса — книга 1963 року «Мала наука, велика наука» (англ. Little Science, Big Science, що заклала основи сучасної наукометрії. Йому також належить перша детальна робота про антикітерський механізм — стаття «Давньогрецький комп'ютер» (англ. An ancient Greek computer в журналі Scientific American (No. 200 (6), 1959).

### Принцип Прайса
Принцип відомий як закон Прайса, названий так на честь Дерека Джона де Сола Прайса, дослідника, що в 1963 році відкрив його застосування в науці. Його можна було змоделювати, використовуючи L-подібний графік, з кількістю людей на вертикальній осі й продуктивністю або ресурсами на горизонталі. 50% роботи виконується числом людей, рівним квадратному кореню із загального числа зайнятих в роботі.
Загальний принцип було виявлено набагато раніше. Вільфредо Парето (1848-1923), італійський полімат, зауважив його застосування щодо розподілу багатства на початку двадцятого століття. Цей принцип виявлявся слушним для всіх суспільств, будь-коли досліджених, і то незалежно від форми правління. Також це стосується населення міст (у дуже малій кількості міст проживають майже всі люди), маси небесних тіл (у невеликій кількості зосереджена вся речовина), частоти слів у мові (90 відсотків спілкування припадає всього на 500 слів) й багатьох інших речей. Іноді це називають принципом Матвія (Від Матвія 25:29), виходячи з чи не найсуворішого твердження, будь-коли приписуваного Христу: «кожному, хто має, дасться йому та й додасться, хто ж не має, забереться від нього й те, що він має».